# محمد العيشاوي
محمد العيشاوي الزواوي (23 يناير 1929-1959)، سياسي جزائري وصحفي ومجاهد أثناء ثورة التحرير الوطني من جبال الخشنة في الجزائر.

## النشأة
وُلِدَ محمد العيشاوي في سي مصطفى أو «بلاد قيطون (تاقيطونت) قرب الثنية ضمن محافظة الجزائر أثناء الاحتلال الفرنسي للجزائر. ينحدر من «عرش آيث عيشة» في جبال الخشنة التي تحدها الوديان الكبيرة وادي الحميز غربا ووادي يسر مركزيا ووادي سيباو شرقا. كان والده الذي عاجله الموت عاملا بسيطا عند أحد المستوطنين، فاضطرت والدته إلى دخول مدينة الجزائر مع أبنائها القصّر، لتستقر بهم بوادي كنيس في دار بالرّوان.
هذه الوضعية الاجتماعية الحرجة جعلت الصبي «محمد العيشاوي» يترك الدراسة مبكرا ليعمل مع أخيه الأكبر في معمل للنجارة تمتلكه عائلة بن ونيش، ثم انتقل إلى العمل لدى محام فرنسي، حيث تعلم أعمال الأمانة المكتبية وفي مقدمتها الطباعة باللمس.

## حياته

### الحركة الوطنية
تطور الوعي السياسي والنضالي لدى الشاب محمد العيشاوي عبر احتكاكه بمناضلي حزب الشعب الجزائري في منطقة الخشنة ومتيجة. وكان محمد مشاطي هو مؤطر هذه المنطقة قبل اندلاع ثورة التحرير الجزائرية.
كانت التغطية الإدارية التي وفرها القائد محمد دريش مع الممثل البلدي محمد الصغير بوسحاقي مساعدة لكثير من شباب المنطقة في إنضاج قدراتهم القيادية والتنظيمية منذ بداية شبابهم عبر تجربتهم الطويلة أثناء تطور الحركة الوطنية الجزائرية من 1918م إلى 1954م. فالتحق العيشاوي مباشرة بعد انتهاء الحرب العالمية الثانية بالمشاركين في مظاهرات 8 مايو 1945م، ثم تدرج في صفوف المناضلين الثوريين الجزائريين قبل أول نوفمبر 1954م.
تدرج محمد العيشاوي في سلم المسؤولية النضالية، حتى أصبح مسؤول قسمة وادي كنيس وعضوا في لجنة الدائرة. وبهذه الصفة شارك مشاركة فعالة في تحضير مظاهرات 8 مايو 1945م، وكان من العناصر التي تقدمت «مسيرة الباب الجديد - البريد المركزي» مرورا بـ«شارع العربي بن مهيدي».
وابتداء من عام 1946م التحق العيشاوي بأمانة الإدارة المركزية لحزب الشعب الجزائري، حيث استغل الفرصة لمواصلة تكوينه السياسي والثقافي، وكان قبل ذلك قد احتك بالعمل الصحفي عبر ترجمة «صحيفة صوت الأحرار» إلى الفرنسية، وهي نشرة سرية كان يصدرها الحزب باللغة العربية.
وفي أمانة الحزب كان يرقن الوثائق المتعلقة بالنشاط النظامي، وكذلك مقالات المسؤولين الموجهة إلى الصحافة، وهناك تولدت لديه الرغبة في تجربة الكتابة، فسافر العيشاوي سنة 1950م إلى فرنسا ومن المحتمل أن يكون قضى نحو سنتين في الدراسة، وقد سمحت له هذه الإقامة بالتكوين والعمل بالصحافة، فضلا عن التعرف على شخصيات لعبت دورا بارزا في الإعداد لثورة التحرير وتفجيرها، ومن هؤلاء محمد بوضياف ومراد ديدوش.
عاد العيشاوي سنة 1953م إلى الجزائر بعد أن حقق مطمحا شخصيا هاما وهو صيرورته صحفيا يحمل بطاقة مهنية تخول له ممارسة مهنة الإعلام طبقا للشروط التي يحددها القانون الفرنسي.

### بيان أول نوفمبر 1954م
لما اقترب موعد تفجير ثورة التحرير الجزائرية انتدبت «لجنة الستة» كلا من محمد بوضياف ومراد ديدوش لوضع الصياغة النهائية لبيان إعلان الثورة، بعد وضع خطوطه العريضة في اجتماع 10 أكتوبر 1954م الذي انعقد بالمرادية في أعالي مدينة الجزائر.
اجتمع الاثنان بالصحفي محمد العيشاوي في محل المناضل الخياط عيسى كشيدة بممر «مالكوف» في القصبة السفلى، وأمليا عليه ما تم الاتفاق حوله في «لجنة الستة» مستعينين في ذلك بمرجعية سياسية وإيديولوجية محددة هي لوائح «المؤتمر الثاني لحركة انتصار الحريات الديمقراطية المنعقد بمدينة الجزائر في أبريل 1953م.
وبعد الانتهاء من صياغة بيان أول نوفمبر 1954م ومراجعته انتدب العيشاوي لمواصلة المهمة، برقنه وسحبه بقرية إيغيل إيمولا في ولاية تيزي وزو، تحت إشراف علي زعموم ومسؤول المنطقة الرابعة رابح بيطاط.
كان الصحفي العيشاوي هو محرر بيان أول نوفمبر 1954 في قصبة الجزائر فومن المعروف أن بيان أول نوفمبر 1954م رسم خطوطه العريضة محمد بوضياف ومراد ديدوش باسم لجنة الستة ضمن اللجنة الثورية للوحدة والعمل، لكن الذي من حرّر الصياغة النهائية قبل رقنه وتصحيحه وسحبه هو محمد العيشاوي.

### ثورة التحرير الوطني
أصبح محمد العيشاوي بعد بطولات كثيرة أحد قيادات الولاية التاريخية الرابعة أثناء ثورة التحرير الجزائرية. وكان قريبه وصديقه يحي بوسحاقيمن قيادات المنطقة.

### اعتقاله
اعتقل الصحفي « محمد العيشاوي» في فجر يوم 16 نوفمبر 1954م في الساعة السادسة صباحا، وتم تعذيبه قبل نقله إلى مدينة تيزي وزو لاستكمال التحقيق معه، ومن سجن تيزي وزو بعث رسالة إلى وكيل الجمهورية، يصف فيها وكر التعذيب منكور السمعة بالتفصيل، كما يصف حصص الاستنطاق والتعذيب المتنوعة التي يتعرض لها المعتقلون. حكم عليه بعقوبة سجن مدتها 18 شهرا نافذا قضاها بين سجن سركاجي وسجن البرواقية حتى إطلاق سراحه في عام 1956م.
خرج محمد العيشاوي» خلال عام 1956م من سجن البرواقية مصمما على الالتحاق بالثوار في جبال الخشنة، فانضم إلى جيش التحرير الوطني ضمن الولاية التاريخية الرابعة، وذلك في «مصلحة الإعلام».

## وفاته
توفي محمد العيشاوي في 14 فبراير 1959م الموافق لعام 1378هـ، في المنطقة الثانية من الولاية التاريخية الرابعة، وكانت وفاته في محافظة الجزائر في «غابة الزبربر» أثناء ثورة التحرير الجزائرية عن عمر 30 سنة أثناء اشتباك عنيف مع الجيش الفرنسي.
وعقب هذا الاشتباك العنيف مع العدو، اضطرت مجموعته إلى الاعتصام بأحد الغيران المنيعة، غير أن العدو اكتشفهم وأطلق عليهم غازات سامة فقتلوا جميعا، ودفنوا في مقبرة مجهولة في محافظة الجزائر.

## التكريم
تم تكريم محمد العيشاوي» من قبل الدولة الجزائرية بعد استقلال الجزائر. وإطلق تسمية «الشهيد محمد العيشاوي» على نهج كبير في مدينة ثنية بني عائشة خلال عام 1962م. وإطلق تسمية «الشهيد محمد العيشاوي» على ساحة عمومية في بلدية القبة ضمن مدينة الجزائر خلال عام 1964م
كما إطلق تسمية «الشهيد محمد العيشاوي» على دفعة عسكرية من ضباط الصف في «المدرسة العليا للعتاد العسكري ESMM» بتاريخ الأحد 24 جوان 2012م. وقد حرص اللواء علي عكروم شخصيا على الحضور الشرفي والرمزي خلال احتفال تخرج ثمان دفعات ضباط صف جزائريين من هذه المدرسة العليا

### جائزة محمد العيشاوي للصحافة
أعلن حزب جبهة التحرير الوطني بتاريخ 4 مايو 2011م عن جائزة سنوية للصحافة تحمل اسم «الشهيد محمد العيشاوي»، وتهدف إلى مكافأة الكفاءات من الصحفيين الجزائريين اعترافًا بجهودهم الفردية والجماعية في تطوير الصحافة الوطنية، ودورهم في إعلام المواطنين وخدمة المهنة ودعم حرية التعبير وتنشيط الحياة الديمقراطية.

## مؤلفات
تم نشر ترجمة «الشهيد محمد العيشاوي» في «مجلة أول نوفمبر» خلال عام 1980م. وقد تكفلت وزارة المجاهدين الجزائرية باستقصاء سيرة هذا القائد السياسي والعسكري وتدوينها في نشريتها الشهرية التي كانت تُصدرها آنذاك من أجل الحفاظ على الذاكرة الوطنية.

## مكتبة الصور

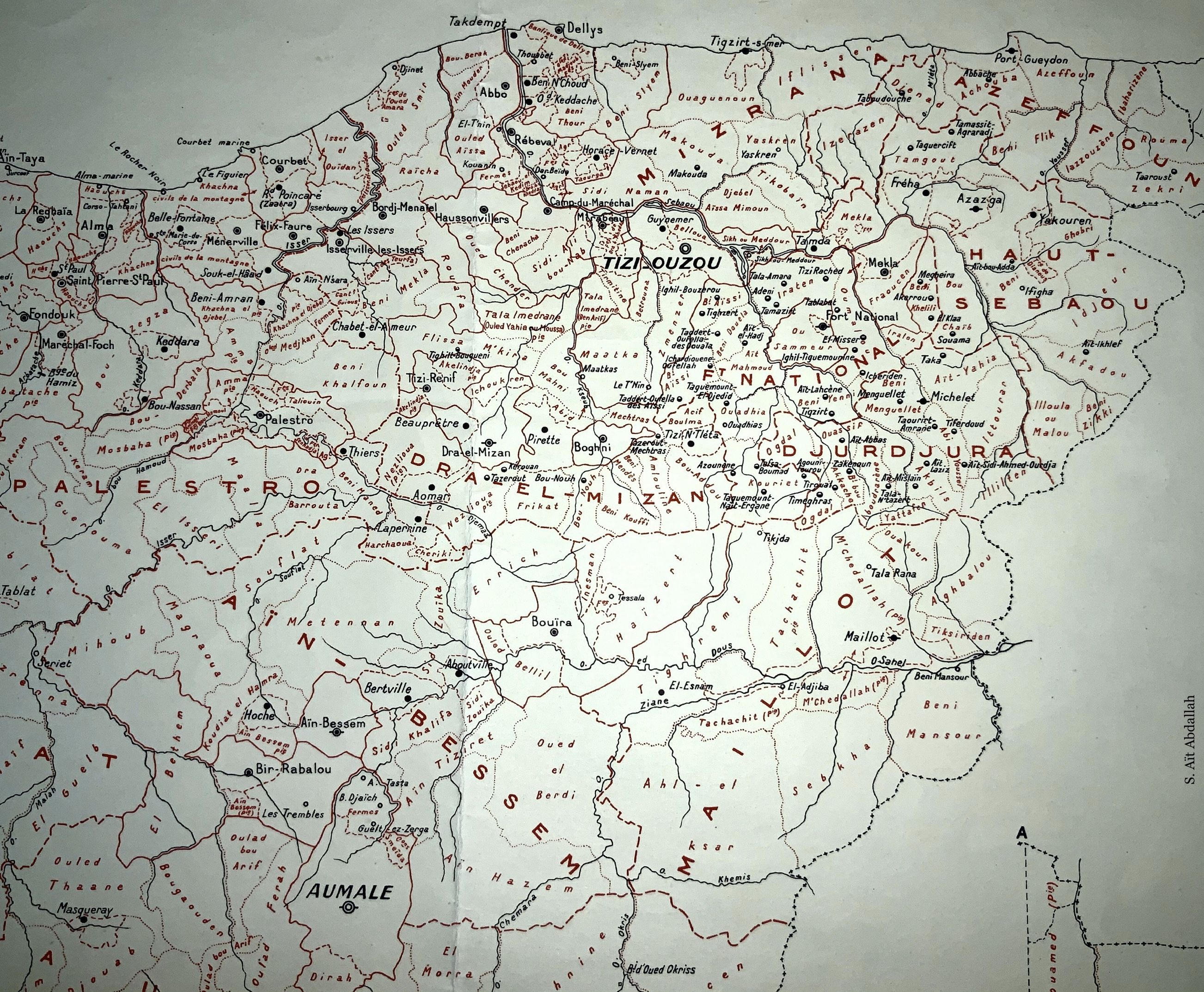
منطقة القبائل
الخريطة التاريخية لبلاد زواوة
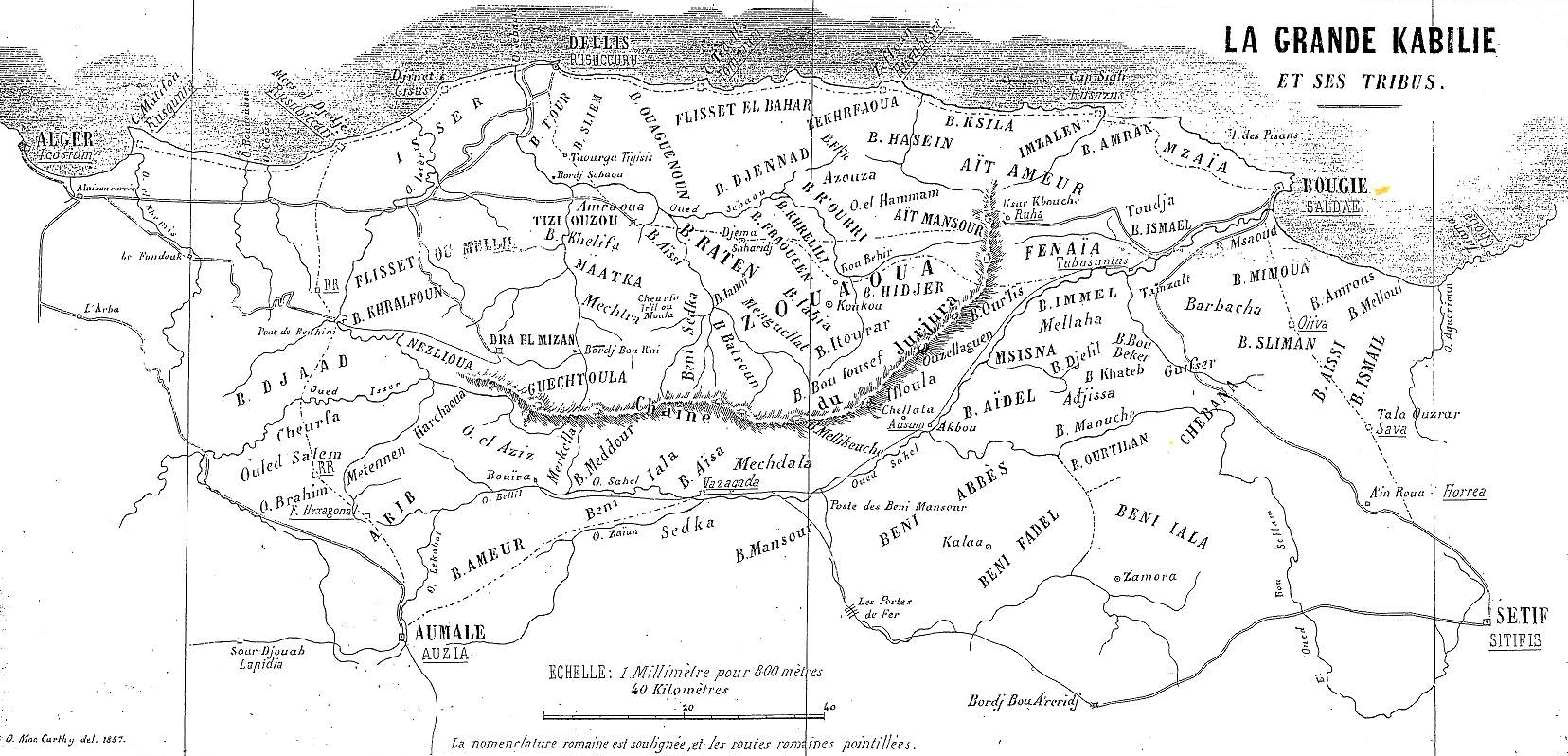
خريطة منطقة القبائل سنة 1857م

## شخصيات
- محند أكلي بن شعبان

## مواضيع ذات صلة
- يحي بوسحاقي
- زاوية أولاد بومرداس
- زاوية سيدي أعمر الشريف الإيراثني
- زاوية الحمامي
- سيدي عبد الرحمن الثعالبي
- سيدي إبراهيم السلامي
- سيدي أمحمد بن عبد الرحمان بوقبرين